# Salix gyamdaensis
Salix gyamdaensis — вид квіткових рослин із родини вербових (Salicaceae).

## Морфологічна характеристика
Це кущ до 1–2 метри заввишки. Однорічні гілочки багряно-червоні, голі; молоді гілочки запушені. Листкова ніжка 8–10 мм, запушена; листкова пластинка видовжено-еліптична, рідше еліптична, 4–6 × ≈ 2 см, обидві поверхні ворсинчасті, абаксіально (низ) зеленувата, адаксіально зелена, край цільний, верхівка гостра; жилки помітно підняті абаксіально. Жіноча сережка 20–25 × 7–8 мм, до 10 мм у плоді. Коробочка яйцеподібна, ≈ 5 мм, волосиста, сидяча.

## Середовище проживання
Ендемік Тибету. Населяє гірські схили; на висотах 3800–3900 метрів.